# 延嗣宁国
延嗣宁国（1049年）或作宁国，是西夏毅宗李諒祚的第一個年號，共計1年。

## 改元
- 1049年——改元延嗣寧國。[3]
- 1050年——改元天祐垂聖。[4]

## 纪年對照表
| 延嗣宁国 | 元年   |
| -------- | ------ |
| 公元     | 1049年 |
| 干支     | 己丑   |

## 同期存在的其他政權年號
- 中國
  - 皇祐（1049年－1054年）：宋—宋仁宗趙禎之年號
  - 景瑞（1049年－1052年）：北宋時期—儂智高之年號
  - 重熙（1032年－1055年）：契丹—遼興宗耶律宗真之年號
  - 保安（1045年－1052年）：大理—段思廉之年號
- 越南
  - 天感聖武（1044年－1049年）：李朝—李佛瑪之年號
  - 崇興大寶（1049年－1054年）：李朝—李佛瑪之年號
- 日本
  - 永承（1046年－1052年）: 後冷泉天皇之年号

## 深入閱讀
- 李崇智. . 北京: 中華書局. 2004年12月. ISBN 7101025129.
- 鄧洪波. . 臺北: 國立臺灣大學東亞經典與文化研究計劃. 2005年3月  [2021-12-07]. ISBN 9789860005189. （原始内容 (pdf)存档于2007-08-25）.
- 長部和雄.  (PDF). 東京: 京都大學. 1933年7月1日  [2021年12月18日]. ISBN. （原始内容 (pdf)存档于2021年12月9日）.
- 長部和雄.  (PDF). 東京: 京都大學. 1933年10月1日  [2021年12月18日]. ISBN. （原始内容 (pdf)存档于2021年12月18日）.

## 參看
- 中國年號索引

| 前一年號： 天授礼法延祚 | 西夏年号 | 下一年號： 天祐垂圣 |